# Przedsiębiorstwo Gospodarki Komunalnej i Mieszkaniowej w Staszowie
Przedsiębiorstwo Gospodarki Komunalnej i Mieszkaniowej w Staszowie Spółka Gminy z o.o. – nazwa skrócona PGKiM sp. z o.o. – przedsiębiorstwo stanowiące spółkę z ograniczona odpowiedzialnością Gminy Staszów, świadczące usługi z zakresu produkcji i sprzedaży wody dla miasta i gminy Staszów i ościennych gmin, usuwania i oczyszczania ścieków komunalnych, eksploatacji sieci wodociągowej, urządzeń poboru, uzdatniania i rozprowadzania wody oraz sieci kanalizacyjnej, zagospodarowania zieleni, oczyszczania miasta i wywozu nieczystości, administrowania składowiskiem odpadów, administrowania cmentarzem komunalnym, administrowania komunalnym zasobem mieszkaniowym Gminy Staszów, zarządzaniem nieruchomościami wspólnot mieszkaniowych.
Powstałe w drodze przekształcenia przedsiębiorstwa państwowego Przedsiębiorstwo Gospodarki Komunalnej i Mieszkaniowe w Staszowie, potwierdzonego aktem notarialnym z 12 grudnia 1995 r.

## Działalność ekologiczna
Przedsiębiorstwo Gospodarki Komunalnej i Mieszkaniowej w Staszowie w latach 2005–2011 – będąc Organem Odpowiedzialnym za Koordynację i Kontrolę grupy projektów – realizowała projekt CCI 2005/PL/16/C/PE/014 „Sanitacja rzeki Czarnej Staszowskiej – wykonanie kanalizacji sanitarnej dla gmin: Połaniec, Staszów i Rytwiany” (decyzja Komisji Europejskiej w sprawie przyznania dofinansowania ze środków Funduszu Spójności z 19 grudnia 2005).
Koszt całego projektu wyniósł 21 275 000 euro, wielkość dofinansowania z Funduszu Spójności – 16 427 085 euro (co stanowi 79,5% kosztów kwalifikowanych).
Podstawowym założeniem projektu było uporządkowanie gospodarki wodno-ściekowej na terenie trzech gmin powiatu staszowskiego.
Główną korzyścią ekologiczną było poprawa stanu czystości rzeki Czarnej Staszowskiej poprzez zmniejszenie ilości zanieczyszczeń odprowadzanych bezpośrednio do wód powierzchniowych i do gruntu, a pośrednio do rzeki.

## Poprzednie nazwy
- Zakład Gospodarki Komunalnej i Mieszkaniowej – w latach 1959–1967
- Miejskie Przedsiębiorstwo Gospodarki Komunalnej i Mieszkaniowej w Staszowie – w latach 1967–1975
- Wojewódzkie Przedsiębiorstwo Gospodarki Komunalnej i Mieszkaniowej w Tarnobrzegu z siedzibą w Stalowej Woli oddział Staszów – w latach 1975–1982
- Przedsiębiorstwo Gospodarki Komunalnej i Mieszkaniowej w Staszowie – w latach 1982–1995

## Kierownictwo
- Henryk Albera – w latach 1967–1974
- Zbigniew Małkiewicz – w latach 1974–1975
- Kazimierz Karwacki – w latach 1975–1983
- Henryk Cieślik – w latach 1983–2005
- Mariusz Zdeb – w latach 2005–2009
- Wojciech Wącirz – w latach 2009–2010
- Mariusz Zdeb – w latach 2010–2015
- Stanisław Batóg – w latach 2015–2022

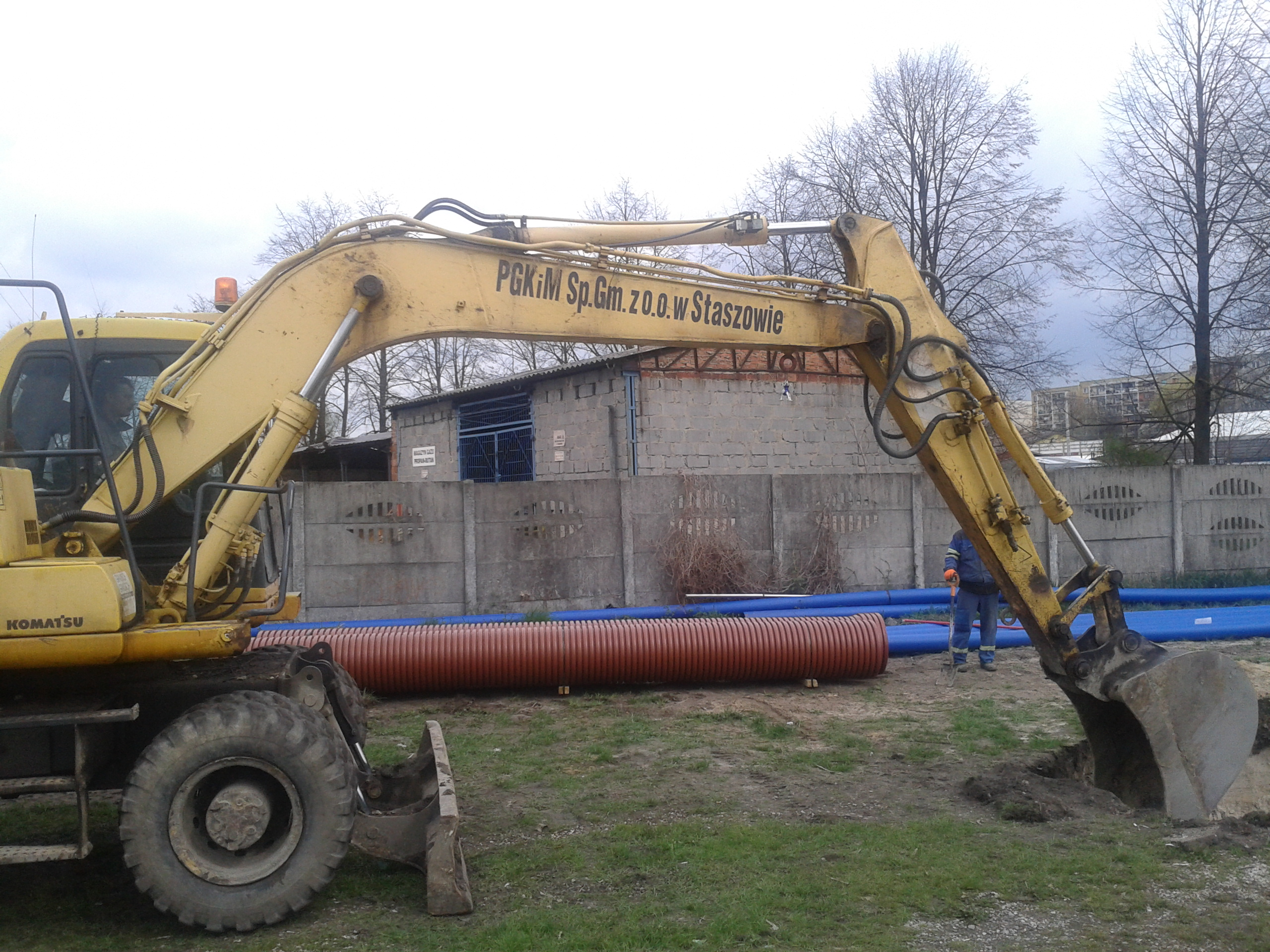
Przebudowa Targowicy Miejskiej w Staszowie

- Grzegorz Orzechowski - od 2022

## Obiekty
- Ujęcie Wody „Radzików”, ul. Rakowska
- Oczyszczalnia Ścieków, ul. Kościuszki
- Budynek biurowo-mieszkalny, ul. Wschodnia 13
- Składowisko odpadów komunalnych – Pocieszka

## Nagrody i wyróżnienia
- odznaka okolicznościowa „Zasłużony dla Miasta” – 1998
- Stambułka Staszowska – 2006
- Gazela Biznesu – 9-krotnie – 2007, 2008, 2009, 2010, 2011[4], 2012[5], 2013, 2014, 2015
- Diament Forbesa – 2-krotnie – 2010[6], 2011[7]